# Apanteles nitidus
Apanteles nitidus är en stekelart som beskrevs av De Saeger 1944. Apanteles nitidus ingår i släktet Apanteles och familjen bracksteklar. Inga underarter finns listade i Catalogue of Life.